# Cristóvão Pereira de Abreu
Cristóvão Pereira de Abreu (Ponte de Lima, 13 de julio de 1678 - Río Grande de São Pedro, 22 de noviembre de 1755) fue un militar portugués. Como bandeirante es considerado como el tropero más importante del Brasil. Construyó el Fuerte Jesús, María, José de Río Grande, demarcó límites e inició el poblamiento del Porto dos Casais (actual Porto Alegre) en 1753.
El coronel Pereira de Abreu fue el prototipo del explorador bandeirante, sertanistas y combatiente. Luchó contra los franceses en Río de Janeiro y, luego, contra las tropas españolas en las pampas gaúchas. Fue consagrado como el primer hombre en cruzar, por la vía planaltina, el territorio entre Río Grande del Sur y São Paulo junto a 70 bandeirantes paulistas y llevando una tropa de 3000 animales entre monturas y ganado, inaugurando así el ciclo comercial de la región sureña. 